# Johannes Zenglein
Johannes Georg Zenglein (* 12. September 1986 in Aschaffenburg) ist ein deutscher Fernsehmoderator.

## Biographie
Johannes Zenglein absolvierte 2008 ein trimediales Volontariat beim Funkhaus Aschaffenburg. 2014 schloss er ein berufsbegleitendes Studium in Medienkommunikation und Journalismus ab.
Seit 2014 arbeitet Zenglein bei Sky Sport News als Live-Moderator. Außerdem moderierte er für Kabel Eins unter anderem Auslandsreportagen für das Wissensmagazin Galileo, das Magazin Abenteuer Leben und das K1 Magazin. Seit März 2017 ist Johannes Zenglein Moderator des Tigerenten Clubs im Ersten. Anfangs moderierte er neben Muschda Sherzada, zwischenzeitlich mit Jess Schöne und ab März 2020 mit Amelie Stiefvatter. Ab März 2021 moderierte er erneut an der Seite von Jess Schöne und ab Juni 2021 auch wieder an der Seite von Muschda Sherzada. Seit Juni 2022 ist Laura Knöll seine Moderationspartnerin.
Seit 2017 moderiert Zenglein zudem die Kinderspielshow Krass nass! Die Tigerenten Club Sommerspiele auf KiKA. 2018 übernahm er die Moderation der Kindersendung Dein großer Tag auf KiKA. Seit 2021 moderiert er die SWR-Sendung Zengleins Zehn, während der er verschiedene Bauwerke, Autos oder ähnliches besucht.

### Fernsehauftritte
- seit 2014: Moderation Sky Sport News (Sky Sport)
- seit 2015: Reporter für Galileo (ProSieben)
- 2015–2017: Moderation Abenteuer Leben (Kabel Eins)
- seit 2017: Moderation Tigerenten Club (SWR/Das Erste)
- seit 2017: Moderation Krass nass! Die Tigerenten Club Sommerspiele (SWR/KiKA)
- seit 2018: Moderation Dein großer Tag (KiKA)
- seit 2020: Moderation Was kostet...? (SWR)
- seit 2021: Moderation Zengleins Zehn (SWR)
- seit 2022: Landesschau Baden-Württemberg (SWR; Moderation einiger Folgen)[7][8]
- 2023–2024: ARD-Buffet (Das Erste)

## Privates
Zenglein war viele Jahre als Gruppenleiter bei den Pfadfindern aktiv, er ist Wintersportfan und ausgebildeter Skilehrer. Seit 2009 engagiert er sich ehrenamtlich für Sefra e.V., ein Selbsthilfe- und Beratungszentrum für Frauen in Aschaffenburg.